# 大島光政
大島 光政（おおしま みつまさ、永禄6年（1563年） - 元和8年8月12日（1622年9月17日））は美濃国出身の戦国武将。通称、茂兵衛、光吉。川辺大島氏の初代であり、加治田大島氏の祖。大島光義の二男。母は武市通春の娘。妻は三澤氏。子に大島光盛、大島義唯、大島義當、大島義益。

## 生涯
美濃国加茂郡加治田村に移住し、斎藤利治に仕え、各合戦で戦功。利治が本能寺の変で主君の織田信忠と討死後、斎藤利堯に仕える。
加治田・兼山合戦後、丹羽長秀に仕え、賤ヶ岳の戦いから功を上げる。
丹羽長秀死後は豊臣秀吉に属し馬廻りや使番として出世した。文禄4年（1595年）、美濃国池田郡で1000石を与えられた。
関ヶ原の戦いでは徳川家に味方する。1604年、父の遺領を兄弟で分け与え、自身は摂津国豊島郡、美濃国加茂郡・池田郡・武儀郡内の4710石を得る。大坂の陣にも従軍。
その後、徳川家旗本寄合席となり、元和8年（1622年）に60歳で没。法名は日勇。

## 人物
- 1582年、本能寺の変後に織田信孝・丹羽長秀が津田信澄を討つ時、一時的に長秀に属し手柄を立てた[1]。
- 豊臣秀吉に仕えた時は、九州の役、朝鮮の役で渡海し戦功したという[1]。

## 関連書籍
- 九十三歳の関ヶ原（2016年、著：近衛龍春）ISBN 978-4103501510

## 大島行光
- 大島光政が所持していたと言われている名刀がある[3]。